# Etiquetas electrónicas

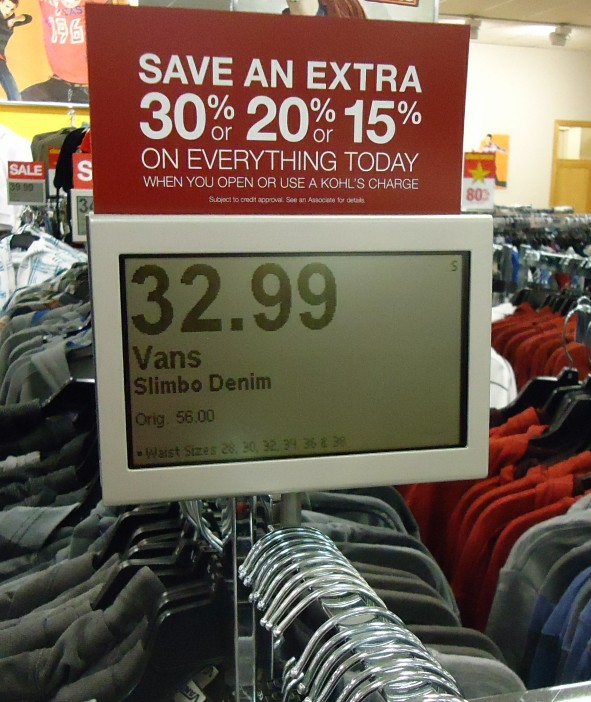
Etiqueta electrónica en una tienda de ropa.

Una etiqueta electrónica (en inglés Electronic Shelf Label, ESL) es un sistema usado por los vendedores al por menor para mostrar el precio de los productos en sus comercios. Los precios de los productos se actualizan siempre que se cambia el precio en un sistema de gestión central.
Se espera que el mercado de las etiquetas electrónicas experimente un crecimiento exponencial alrededor del año 2024 cuando se prevé que la industria global de etiquetas electrónicas registre más de un 16% de la TCAC.
La mayoría de los usuarios finales de las etiquetas pertenecen a la industria de la venta al por menor. El rango de usuarios varía desde el sector de la alimentación, ferreterías, tiendas de deporte, mobiliario y electrodomésticos hasta la electrónica.
Esta previsión de crecimiento se debe a la adopción creciente de las etiquetas por la industria ya que hacen más accesible para las cadenas la gestión de los precios, reduciendo el tiempo que implica el cambio de etiquetas.
Con el rápido desarrollo del llamado “internet de las cosas” y su inclusión en el sector más del 79% de los vendedores en América del Norte están invirtiendo en etiquetas electrónicas y otros dispositivos inteligentes. Un 72% de estos vendedores tiene planeado reinventar la gestión de su cadena logística adoptando las etiquetas en sus tiendas y, como resultado, acelerando el crecimiento del mercado de las etiquetas.
Otros estudios muestran que Europa domina actualmente el mercado en términos de tamaño con más de un tercio del mercado registrado en 2017 debido a la fuerte presencia de vendedores al por menor propios e internacionales. Sin embargo, se espera que el mercado en Asia-Pac crezca al máximo de la TCAC en el período previsto. El mercado en esa zona está segmentado en China, Japón, Australia, Singapur, Corea del Sur y el resto de la región. Los únicos países con un mercado potencial son China, Japón, Australia, Singapur y Corea del Sur. Además, la expansión a larga escala de vendedores al por menor en la región es la responsable de este crecimiento previsto. Un estudio de la ABI Research concluyó que el mercado global de etiquetas electrónicas podría llegar a dos mil millones de dólares en 2019.

## Desarrollo tecnológico de las etiquetas electrónicas
Las etiquetas electrónicas usan papel electrónico o pantallas de cristal líquido para mostrar el precio del producto al consumidor. El papel electrónico se usa mucho porque proporciona nitidez y admite imágenes gráficas.
Una red de comunicación emite el precio para que se muestre de forma automática y se actualice cada vez que se cambia. Esta red es la diferencia principal y la razón por la que las etiquetas electrónicas suponen un avance importante. La comunicación inalámbrica debe tener un rango, una velocidad, una duración de batería y fiabilidad razonables. El método de comunicación inalámbrica puede tratarse de radiofrecuencia, infrarrojos, e incluso de luz visible. Actualmente el mercado se inclina hacia las etiquetas electrónicas con radiofrecuencia con integraciones adicionales.

### Primera generación: comunicación por infrarrojos y pantallas de cristal líquido LCD
Las LCD muestran las etiquetas electrónicas de manera similar a como una calculadora muestra los números. Cada número en una pantalla LCD está compuesto de siete barras y segmentos. El valor numérico que se muestra en las etiquetas se consigue activando diferentes combinaciones de esas siete barras y segmentos. Un inconveniente de este tipo de pantalla es la dificultad para mostrar algunas letras. La tecnología usada para conectar con la etiqueta es la comunicación infrarroja. Los valores de la pantalla LCD se establecen mediante el rebote de los infrarrojos. Sin embargo, la velocidad de la transmisión se ve muy comprometida debido a la compresión de datos de cada paquete de datos del transmisor.

### Segunda generación: Papel electrónico e infrarrojos o radiofrecuencia
A veces se hace referencia al papel electrónico como tinta electrónica o e-paper. Describe una tecnología que mimetiza la apariencia de la tinta o el papel común. Una pantalla de papel electrónico se compone de cápsulas en una película fina. Cada partícula de la cápsula emite un color y una carga eléctrica diferente.  Los electrodos se posicionan arriba y abajo la película de cápsulas y cuando se aplica una carga a un electrodo en particular, la partícula de color se moverá ya sea arriba o abajo de la cápsula, permitiendo que la etiqueta muestre un color determinado. El papel electrónico usa a menudo infrarrojos o radiofrecuencia para comunicar el transmisor con las etiquetas. En lo referente a la radiofrecuencia normalmente se usa a baja frecuencia para etiquetas simples. Sin embargo, el principal inconveniente es que dificulta mostrar imágenes segmentadas.

### Tercera generación: geolocalización y buscador de productos
Las etiquetas electrónicas que podemos encontrar en la actualidad utilizan el papel electrónico y la radiofrecuencia pero integrando aplicaciones del sector como la vigilancia electrónica de artículos, la señalización digital y el “People counter".
Con la integración de estos dispositivos, tanto si funcionan por vídeo o Bluetooth se puede monitorizar a los clientes que están en la tienda basándose su movimiento. Se puede subir un plano de la tienda al software de control de las etiquetas electrónicas. Se registra a los clientes mediante el sistema “people counter” o mediante sus dispositivos Bluetooth para determinar su posición en la tienda en cada momento.

## Cómo funciona
Una etiqueta electrónica utiliza un procesador de ultra-baja tensión y comunicaciones inalámbricas para gastar poca energía debido a la gran cantidad de etiquetas que se necesitan en una tienda media. Las etiquetas electrónicas se componen de tres partes:
1. Software de gestión de etiquetas: responsable de la configuración del sistema, las propiedades de la etiqueta y de la actualización de la base de datos de la lista de precios. Se trata de un software centralizado responsable de la construcción y el mantenimiento de la red de comunicación de datos entre el software y la pantalla del terminal.
2. Estación de comunicación: responsable de la estabilidad y fiabilidad de la transmisión a larga distancia del software a la etiqueta.
3. Etiqueta electrónica: funciona como receptor de la estación de comunicación y muestra el precio configurado por el software de gestión de etiquetas.

El software de gestión de etiquetas procesa y empaqueta datos de información del producto y de los precios y los configura en paquetes de información. Los paquetes de datos se mandan entonces a la estación de comunicación mediante una red inalámbrica. Una vez hecho esto, estos datos se mandan a la etiqueta electrónica para actualizar el precio con esta nueva información. La red de comunicación permite que el precio se actualice automáticamente cuando se cambie en el software. Esta es la verdadera diferencia y la razón por la que las etiquetas electrónicas son un producto interesante para el sector.
La comunicación inalámbrica debe tener una velocidad, un rango, una duración de la batería y una fiabilidad razonable. Los medios de comunicación inalámbrica pueden ser la radiofrecuencia, los infrarrojos e incluso la luz visible. Actualmente, el mercado tiende hacia las etiquetas electrónicas con radiofrecuencia. Las etiquetas actuarán según las instrucciones que les proporcionen los paquetes de datos.

### Diseño del hardware
El diseño del hardware en las etiquetas electrónicas generalmente incluye el diseño del circuito de la estación de comunicación y de la etiqueta en sí misma. El chipset o circuito integrado auxiliar que se usa para las etiquetas con funciones básicas es el TI MSP432. La comunicación entre la estación de comunicación y la etiqueta electrónica se controla mediante la radiofrecuencia. El protocolo general suele usar un CC2500, que admite una distancia de unos 30 metros. En lo referente a la etiqueta electrónica esta puede ser de tinta o papel electrónico o de pantalla de cristal líquido.

### Diseño del software
El software de una etiqueta electrónica se suele dividir en tres partes:
1. Unidad de aplicación: contiene la base de datos y gestiona la información de los productos y de los usuarios para controlar las etiquetas.
2. Unidad de comunicación: contiene la red y los enlaces de comunicación requeridos para que el software de gestión transmita el paquete de información a la etiqueta.
3. Unidad de pantalla: la etiqueta electrónica utiliza tinta electrónica, papel electrónico o una pantalla de cristal líquido para mostrar la información recibida del sistema de gestión.

La unidad de aplicación cubre principalmente la gestión de la red y los sistemas de archivos, la unidad de comunicación se encarga de la transmisión de los datos y la unidad de pantalla recibe la transmisión.

## Uso de las etiquetas electrónicas
Las etiquetas electrónicas se usan principalmente en tienda y se sitúan normalmente en la parte frontal de las estanterías de las tiendas y muestran el precio del producto. También se puede mostrar información adicional como por ejemplo los productos en stock o las fechas de caducidad, dependiendo del tipo de etiqueta electrónica.

### Ventajas
Los sistemas de etiquetas electrónicas automatizados reducen los costes de la gestión del etiquetado de precios, mejoran la precisión de los precios y permite introducir precios dinámicos para hacer Surge Pricing. Los precios dinámicos es el concepto mediante el cual los vendedores pueden fluctuar el precio para que corresponda con la demanda, la competencia en línea, los niveles de inventario o las fechas de caducidad. También se puede mostrar información extra sobre el producto dependiendo del tipo de etiqueta electrónica.
Otras ventajas del uso de etiquetas electrónicas son:
1. Precio correcto: Los precios de las tiendas se actualizan en el momento para que coincidan con los precios indicados en el software de gestión mediante la radiofrecuencia que enlaza el sistema de gestión con la publicidad en el lugar de venta. Este aumenta la precisión de los precios para evitar problemas de etiquetado. Como resultado, baja la pérdida de ingresos por productos mal etiquetados, ya que los consumidores normalmente avisan cuando un producto está a un precio superior pero no lo hacen en la situación contraria.
2. Ahorrar en costes: A diferencia de los sistemas de etiquetado tradicionales, cada vez que los precios se cambian o actualizan los empleados no tendrán que imprimir las etiquetas y reemplazarlas manualmente. Con las etiquetas electrónicas se elimina la necesidad de ir estante por estante cambiándolas ya que todos los cambios que se hagan en el software de gestión se actualizan en las etiquetas automáticamente. Esto ahorra a los dueños dinero invertido en los materiales y trabajo de los empleados en la impresión y el cambio de las etiquetas de papel y ofrecen la posibilidad de actualizar los precios de forma dinámica.
3. Buscador de productos: Los vendedores pueden integrar cada etiqueta electrónica con una aplicación externa para ofrecer una forma de encontrar sus productos. Un cliente puede introducir el producto que está buscando en una aplicación desarrollada por la propia tienda o en una señalización digital para dirigir al cliente a la ubicación del producto.
4. Mapa de calor en la tienda: Algunos fabricantes disponen de etiquetas electrónicas integradas con Bluetooth que permiten que los dispositivos registren el movimiento de los clientes. De este modo se puede monitorizar cuánto tiempo pasan en una ubicación en particular. Consiste en un plano de la tienda que se muestra en el software de gestión con un mapa de calor que muestra las ubicaciones donde más tiempo han pasado los clientes.
5. Regulación de los niveles de stock: La gestión del inventario es crucial para las tiendas. La información del inventario se puede mostrar en las etiquetas electrónicas gracias a la conexión con el procesador del punto de venta. También se puede mostrar la fecha prevista en la que se repondrá el stock. Las etiquetas electrónicas también pueden mostrar un código QR que permite a los clientes encontrar fácilmente el producto en la tienda en línea. También se puede mostrar otra información útil para los clientes.

### Inconvenientes
Como todo, las etiquetas electrónicas tienen también algunos inconvenientes. Algunos de ellos son:
1. Errores humanos: Las etiquetas electrónicas se controlan mediante un sistema de gestión y desde allí se hacen los cambios en toda la tienda e incluso en todas las tiendas de una cadena. Cualquier precio erróneo que se introduzca en este sistema se reflejará automáticamente en todas las etiquetas correspondientes.
2. Incapacidad de cuantificar el retorno de inversión: el coste inicial es elevado debido al gran volumen de etiquetas electrónicas que se necesitan en una tienda. La incapacidad de cuantificar si la experiencia de usuario ha mejorado durante la compra gracias a este cambio hacen difícil que se pueda cuantificar el retorno de la inversión.